# Állandó bitráta
Az állandó bitráta vagy konstans bitráta (Constant BitRate, CBR) a telekommunikációban és az informatikában a szolgáltatásminőséggel kapcsolatos fogalom.
Hang- és videokodekek esetében az állandó bitrátájú kódolás azt jelenti, hogy a kódolás eredményeképpen kapott adatok mennyisége azonos időszegmenst tekintve állandó. A CBR-kódolás hasznos lehet streaming media korlátozott kapacitású csatornán történő átvitelekor, mivel a maximális bitráta számít, nem az átlagos, a CBR-kódolás pedig a teljes rendelkezésre álló kapacitást kihasználja. Archiválási célra a CBR nem jelent optimális megoldást, mivel a komplexebb részek kódolására nem foglal le elég bitet (így romlik a minőség), a könnyebben kódolható részeken pedig pazarolja a biteket.
A komplex részek minőségromlására megoldás lehet magas bitráta (pl. 256 kbit/s vagy 320 kbit/s) választása, hogy biztosan legyen elegendő bit minden rész kódolására, bár ilyenkor a végeredményként kapott fájl mérete nyilvánvalóan megnő.
Az MP3 hangformátum képes egy legfeljebb 4088 bites (511 bájtos) átmeneti bittároló, ún. „bit reservoir” használatára, amikor egy részlegesen kitöltött keret a következő keret információinak egy részét is magába fogadhatja, így az effektív bitrátában még állandó bitráta esetén is képes némi időbeli ingadozást megengedni. Ez kevés egy kitartott, komplex zenei rész lekódolásához, de gyakran elegendő egy-egy rövid, tranziens komplex szakasz, például ütőhangszerek kódolásához anélkül, hogy az egész fájl CBR kódolását magas értékre, például 320 kbit/s-re kellene állítani.
A legtöbb kódolási megoldás, pl. a Huffman-kódolás vagy a futáshossz-kódolás (RLE) változó hosszúságú kódokat eredményez, ami miatt a tökéletesen állandó bitrátát nehéz megvalósítani. Ezt részben ki lehet küszöbölni a kvantálás változtatásával (minőség) és a kitöltő bitek alkalmazásával (padding). (Olyan egyszerű „kódolás” esetében, mint pl. a 16 bites hangminták 8 bitesre konvertálása, nyilvánvaló a konstans bitráta.)
Ha video-adatfolyam esetén lép fel a konstans bitráta igénye, a forrás kódolása a CBR cél-bitrátája alá eshet. Az adatfolyam teljessé tétele érdekében ilyenkor kitöltő csomagokat adhatnak a streamhez, hogy elérjék a kívánt bitrátát. Ezek a semleges csomagok nem befolyásolják a stream többi részének a kódolását.

## Fordítás
- Ez a szócikk részben vagy egészben a Constant bitrate című angol Wikipédia-szócikk ezen változatának fordításán alapul.  Az eredeti cikk szerkesztőit annak laptörténete sorolja fel. Ez a jelzés csupán a megfogalmazás eredetét és a szerzői jogokat jelzi, nem szolgál a cikkben szereplő információk forrásmegjelöléseként.